# 松尾一輝
松尾 一輝（まつお  かずき、1992年 〈平成4年〉- ）は、日本の物理学者、経営者。専門はプラズマ科学。大阪大学博士（理学）。博士課程指導教員は藤岡慎介。株式会社Ex-Fusion共同創業者兼CEO。

## 来歴
1992年、岐阜県岐阜市生まれ。
大阪大学在学時には、指導教員である藤岡慎介の下で、高速点火方式核融合の研究に注力し、従来のレーザー核融合方式よりも効率的な核融合プラズマ加熱を実証。
2020年、大阪大学大学院博士後期課程理学研究科物理学専攻を修了し、博士（理学、大阪大学）を取得。
2021年7月、株式会社EX-Fusionを設立。第3回大阪テックプラングランプリ「最優秀賞」「ヤンマー賞」ダブル受賞。

## 人物
- 大阪大学在学時から物理学のトップジャーナルに論文を通すなどし、元々は研究者として生きるつもりだったが、カリフォルニア大学サンディエゴ校に研究員として在籍中、恩師の藤岡からの電話をきっかけに起業を決断した。[3][4]
- 専攻分野をレーザー核融合にしたのは、半導体や宇宙開発にも応用がきいて、最も食べていけそうだと思ったからとしている。[5]
- 商用炉実現のために制約が多い国立大学の研究では不可能であり、民間企業で開発する必要があると思ったことや、世界的には国防と核融合が結びつきベンチャーが設立難しい一方で、核融合を純粋に追求でき大学発スタートアップを設立できる阪大は唯一無二のポジションだと思ったことが、起業のきっかけになったとしている。[6]

## 出演

### テレビ番組
- 毎日放送「究極のエネルギー「核融合」阪大が一歩前進」（2019年12月）
- SBS静岡放送「”地上の太陽”レーザー核融合発電とは？ 30億年使える希望の光【現場から、】」（2024年5月）
- ニュースモーニングサテライト（モーサテ）「レーザー核融合発電　ニッポンの技術 生かせるか？【大浜見聞録】」（2024年9月、テレビ東京）[7]

### Web番組
- PIVOT「【リアル投資ドキュメンタリー#1】一流投資家たちを唸らせた”核融合エネルギー”/今注目の事業に、日本初の核融合商用炉の開発に挑む起業家が登場/ANGELS（エンジェルス）」（2022年3月）[8]
- 日経CNBCオンライン「IPOのタマゴ～磨けイノベーション」（2024年月）[9]

### ラジオ
- mbsラジオ「高効率なクリーンエネルギー核融合発電事業 実用化に向けて研究開発し脱炭素社会を実現する」（2022年9月）[10]

## 対談・記事
- 朝日新聞デジタル「レーザー光を当て太陽内部の圧力を達成 核融合に利用も」（2019年12月）[11]
- BUSINESS INSIDER「日本の核融合ベンチャー3社のCEOが対談。世界で加速する核融合ビジネス、日本はどう戦うのか？」（2022年8月）[12]
- 朝日新聞デジタル「28歳物理学者、核融合実現へ起業の勝算　「リスクは僕がとるので」」（2023年5月）[13]
- OSAKA STARTUO PORTAL SITE「起業家ライブラリ 松尾一輝氏 『大阪発！レーザー核融合で世界のエネルギー革命をめざす』」（2023年9月）[14]
- 大阪大学「世界に新しいエネルギーソリューションを　大阪発！世界屈指のレーザー技術で挑む核融合発電」（2024年2月）[15]